# Mitr Phol
Mitr Phol es una empresa tailandesa dedicada a la producción de azúcar en diferentes variedades.

## Historia y orígenes
Fue fundada en 1946 en el distrito de Pong en la provincia de Ratchaburi. Empezó como una industria casera que producía almíbar. Después, en el año 1965 pudo producir azúcar y amplió la fábrica para las necesidades del mercado. 
La idea se basaba literealmente en: “Ser la primera empresa de la Industria del azúcar y energía en mundo”. 
Además de trabajar en su país, Mitphol exporta a otros países.
Actualmente, Mitphol tiene 5 fábricas de azúcar y 5 importantes negocios.

## Fábricas de azúcar
Mit Phu Kheaw, en la provincia de Chaiyaphum. Fundada en 1983, usa 27.000 toneladas de caña de azúcar a diario.
Mitphol, está en la provincia de Suphanburi. Fundada en 1990, usa 31.500 toneladas de caña de azúcar a diario.
Mit Phu Wiang, está en la provincia de Khon Kaen. Fundada en 1995, usa 35.000 toneladas de caña de azúcar a diario.
Mit Kalasin, está en la provincia de Kalasin. Fundada en 1997, usa 23.000 toneladas de caña de azúcar a diario.
Mit Singburi, está en la provincia de Sing Buri. Fundada en 1997, usa 14.000 toneladas de caña de azúcar a diario.

## Productos de azúcar
Almíbar de caña de azúcar.
Azúcar puro.
Azúcar moreno.
Azúcar de café.

## Otros proyectos conjuntos
Desarrollo de madera prensada.
Negocios de plantas electrónicas.
Producción de etanol.
Almacén de mercancía y logística.

## Premios
Mitphol ganó el premio llamado “Frost & Sullivan Green Excellence Award 2009”. La rama del líder de la organización, destaca la gestión del medio ambiente con eficiencia en Asia, en Kuala Lampur, Malasia.
Ganó un premio “industria destacada”, por su seguridad, sanidad y su respeto al medio ambiente, del Ministerio de Industrias Domésticas.